# Sic et simpliciter
Sic et simpliciter è un'espressione della lingua latina il cui significato è "così e semplicemente". È utilizzata per sottolineare che le cose stanno così e che non c'è niente di complicato da chiarire.